# Argyrodines aurivillii
Argyrodines aurivillii är en skalbaggsart som först beskrevs av Pierre Émile Gounelle 1905.  Argyrodines aurivillii ingår i släktet Argyrodines och familjen långhorningar. Inga underarter finns listade.